# Zohra Lajnef
Pour les articles homonymes, voir Lajnef.
Zohra Lajnef, née à Gafsa, est une chanteuse tunisienne.
Elle a participé à de plusieurs festivals, comme le Festival international de Carthage en 2013 et le Festival de la médina en 2019. Le 26 juillet 2020, elle interprète des titres du patrimoine tunisien dans le cadre de la manifestation Sahriyet été 2020 à Hammamet.
Elle est connue pour s'être essayée à divers types de musique, du malouf tunisien à la chanson bédouine, et pour s'entourer d'une troupe composée de jeunes musiciens diplômés de l'Institut supérieur de musique de Tunis. Plusieurs de ses chansons ont rencontré un certain succès, notamment Arjoun Eddegla.